# Marcilly-en-Beauce
Marcilly-en-Beauce és un municipi francès, situat al departament del Loir i Cher i a la regió de Centre – Vall del Loira. L'any 2007 tenia 361 habitants.

## Demografia

### Població
El 2007 la població de fet de Marcilly-en-Beauce era de 361 persones. Hi havia 124 famílies, de les quals 16 eren unipersonals (4 homes vivint sols i 12 dones vivint soles), 42 parelles sense fills, 62 parelles amb fills i 4 famílies monoparentals amb fills.
La població ha evolucionat segons el següent gràfic:
Habitants censats

### Habitatges
El 2007 hi havia 147 habitatges, 128 eren l'habitatge principal de la família, 11 eren segones residències i 8 estaven desocupats. 145 eren cases i 1 era un apartament. Dels 128 habitatges principals, 107 estaven ocupats pels seus propietaris, 20 estaven llogats i ocupats pels llogaters i 1 estava cedit a títol gratuït; 21 tenien tres cambres, 36 en tenien quatre i 71 en tenien cinc o més. 111 habitatges disposaven pel capbaix d'una plaça de pàrquing. A 33 habitatges hi havia un automòbil i a 89 n'hi havia dos o més.

### Piràmide de població
La piràmide de població per edats i sexe el 2009 era:
| Homes | Edats   | Dones |
| ----- | ------- | ----- |
| 0     | 95 o +  | 0     |
| 0     | 90 a 94 | 4     |
| 4     | 85 a 89 | 0     |
| 0     | 80 a 84 | 4     |
| 0     | 75 a 79 | 0     |
| 4     | 70 a 74 | 4     |
| 0     | 65 a 69 | 4     |
| 8     | 60 a 64 | 12    |
| 0     | 55 a 59 | 4     |
| 8     | 50 a 54 | 4     |
| 16    | 45 a 49 | 16    |
| 20    | 40 a 44 | 16    |
| 8     | 35 a 39 | 12    |
| 4     | 30 a 34 | 0     |
| 8     | 25 a 29 | 8     |
| 8     | 20 a 24 | 12    |
| 16    | 15 a 19 | 8     |
| 8     | 10 a 14 | 16    |
| 12    | 5 a 9   | 4     |
| 0     | 0 a 4   | 4     |

## Economia
El 2007 la població en edat de treballar era de 236 persones, 184 eren actives i 52 eren inactives. De les 184 persones actives 171 estaven ocupades (92 homes i 79 dones) i 13 estaven aturades (9 homes i 4 dones). De les 52 persones inactives 25 estaven jubilades, 15 estaven estudiant i 12 estaven classificades com a «altres inactius».

### Ingressos
El 2009 a Marcilly-en-Beauce hi havia 129 unitats fiscals que integraven 366,5 persones, la mediana anual d'ingressos fiscals per persona era de 19.131 €.

### Activitats econòmiques
Dels 5 establiments que hi havia el 2007, 2 eren d'empreses de construcció, 1 d'una empresa de comerç i reparació d'automòbils, 1 d'una empresa d'hostatgeria i restauració i 1 d'una empresa de serveis.
Els 2 serveis als particulars que hi havia el 2009 eren fusteries.
L'any 2000 a Marcilly-en-Beauce hi havia 4 explotacions agrícoles.

## Equipaments sanitaris i escolars
El 2009 hi havia una escola elemental integrada dins d'un grup escolar amb les comunes properes formant una escola dispersa.

## Poblacions més properes
El següent diagrama mostra les poblacions més properes.